# 1922 год в спорте
Список 1922 год в спорте перечисляет спортивные события, произошедшие в 1922 году.

## СССР

### Баскетбол
- Создан клуб «Красная заря»;

### Футбол
- ФК «Московский кружок спорта» в сезоне 1922;
- Чемпионат Украинской ССР по футболу 1922;
- Созданы клубы:
  - «Динамо» (Санкт-Петербург);
  - «Ковровец»;
  - СКА (Санкт-Петербург);
  - «Спартак» (Москва);
  - «Электросила»;
  - «Локомотив» ( Москва )

## Международные события

### Чемпионаты Европы
- Чемпионат Европы по конькобежному спорту 1922;
- Чемпионат Европы по фигурному катанию 1922;

### Чемпионаты мира
- Чемпионат мира по спортивной гимнастике 1922;
- Чемпионат мира по тяжёлой атлетике 1922;
- Чемпионат мира по фигурному катанию 1922;

### Баскетбол
Созданы клубы:
- «Арис»;
- «Панатинаикос»;

### Гандбол
- Создан клуб «Загреб»;

### Футбол
- Матчи сборной Польши по футболу 1922;
- Чемпионат Исландии по футболу 1922;
- Чемпионат Латвии по футболу 1922;
- Чемпионат Польши по футболу 1922;
- Чемпионат Северной Ирландии по футболу 1921/1922;
- Чемпионат Северной Ирландии по футболу 1922/1923;
- Чемпионат Уругвая по футболу 1922;
- Созданы клубы:
  - «Арис Бонневуа»;
  - «Баник» (Острава);
  - «Барлетта»;
  - «Бейра-Мар»;
  - «Беласица» (Струмица);
  - «Вапрус»;
  - «Видзев»;
  - «Видима-Раковски»;
  - «Витория» (Гимарайнш);
  - «Гава»;
  - «Герника»;
  - «Глория» (Бистрица);
  - «Дискоболия»;
  - «Единство» (Биело-Поле);
  - «Звезда» (Градачац);
  - «Йорк Сити»;
  - «Калиакра»;
  - «Кастельон»;
  - «Киото Санга»;
  - «Констанция»;
  - «Коньяспор»;
  - «Маттерсбург»;
  - «Местран»;
  - «Модрича»;
  - «Нецеча»;
  - «Одра» (Водзислав-Слёнски);
  - «Пирин» (Благоевград);
  - «Полония» (Новы-Томысль);
  - «Понферрадина»;
  - «Приштина»;
  - «Реал Хаэн»;
  - «Светкавица»;
  - «Серро»;
  - «Статтена»;
  - «Таурас»;
  - «Тенерифе»;
  - ТПС;
  - «Травник»;
  - «Уберландия»;
  - «Университатес Спортс»;
  - «Фьоренцуола»;
  - «Хибернианс»;
  - «Хорн»;
  - «Хуан Аурич»;
  - «Эркулес» (Аликанте);

#### Англия
- Кубок Англии по футболу 1922/1923;
- Суперкубок Англии по футболу 1922;
- Футбольная лига Англии 1921/1922;
- Футбольная лига Англии 1922/1923;

### Хоккей с шайбой
- НХЛ в сезоне 1921/1922;
- НХЛ в сезоне 1922/1923;
- Чемпионат Европы по хоккею с шайбой 1922;
- Созданы клубы:
  - ТПС;
  - ТТХ (Торунь);
  - «Фриск Тайгерс»;
  - «Юргорден»;

### Шахматы
- Лондон 1922;